# Chłopiatyn (gromada)
Chłopiatyn – dawna gromada, czyli najmniejsza jednostka podziału terytorialnego Polskiej Rzeczypospolitej Ludowej w latach 1954–1972.
Gromady, z gromadzkimi radami narodowymi (GRN) jako organami władzy najniższego stopnia na wsi, funkcjonowały od reformy reorganizującej administrację wiejską przeprowadzonej jesienią 1954 do momentu ich zniesienia z dniem 1 stycznia 1973, tym samym wypierając organizację gminną w latach 1954–1972.
Gromadę Chłopiatyn z siedzibą GRN w Chłopiatynie utworzono – jako jedną z 8759 gromad na obszarze Polski – w powiecie hrubieszowskim w woj. lubelskim na mocy uchwały nr 8 WRN w Lublinie z dnia 5 października 1954. W skład jednostki weszły obszary dotychczasowych gromad Machnówek, Myców, Oserdów, Wyżłów, Budynin i Chłopiatyn ze zniesionej gminy Chłopiatyn w tymże powiecie; w praktyce oznaczało to przekształcenie gminy Chłopiatyn w gromadę Chłopiatyn bez jakichkolwiek zmian terytorialnych. Dla gromady ustalono 10 członków gromadzkiej rady narodowej.
1 stycznia 1960 do gromady Chłopiatyn włączono PGR Lipina, PGR Setniki i PGR Majdan ze zniesionej gromady Żniatyn w tymże powiecie.
1 stycznia 1962 gromadę zniesiono, włączając jej obszar do gromady Hulcze w tymże powiecie.